# Smalknäppare
Smalknäppare (Procraerus tibialis) är en skalbaggsart som först beskrevs av Lacordaire 1835.  Smalknäppare ingår i släktet Procraerus, och familjen knäppare. Enligt den svenska rödlistan är arten nära hotad i Sverige. Arten förekommer i Götaland, Öland och Svealand. Artens livsmiljö är grova, ihåliga träd, främst ekar.